# 织女星无线电工程公司
织女星无线电工程公司（英語：JSC Vega Radio Engineering Corporation），也译为维嘉无线电工程公司、织女星康采恩、維加電子軍工集團，是俄罗斯的一家国防企业，目前隶属于俄罗斯国家技术集团，专门从事军用和民用的各种现代无线电电子产品、系统的开发和生产，也是专门为A-50预警机、Almaz-1和无人机等地面、机载和太空系统提供军用雷达、监视和C&C系统的电子军工企业。该集团管理着19个组织，总部位于莫斯科库图佐夫斯基大街34 号。

## 概述
该公司前身于 1944 年 10 月 1 日根据苏联国防委员会法令成立，当时名称是航空工业人民委员部第17中央设计局（TsKB-17，俄语：ЦКБ-17），负责开发飞机雷达系统。
目前该企业是俄罗斯航空航天雷达领域历史最悠久的研究机构。该企业是俄罗斯在监视、制导和侦察用航空雷达系统、地球监测和遥感航空航天系统、天线技术和其他无线电电子领域领域的领先企业。

## 业务领域
该企业的生产和研究活动集中在以下主要领域：
- 地面、航空和空间监视系统、航空巡逻和引导系统、环境监测系统、特殊和民用地面和空中设施的开发、生产和运行支持；
- 无人机综合体的开发、生产和现代化；
- 开发和生产各种用途的气球系统；
- 空中交通管制系统、机场和航空母舰导航和着陆的设备和手段的生产和现代化；
- 特殊用途移动自动化控制和通信系统的创建和工业生产；
- 对相关系统进行维修、服务和保修维护、现代化；
- 民用产品（航空环境监测系统、遥测设备、有线和无线信道传输信息的专业系统、自主生命保障系统）的开发和生产。

## 产品
A-100预警机

## 公司组织结构
董事会
2010-2011年 "Concern Vega "股份公司董事会成员名单：
- 尤里-伊万诺维奇-鲍里索夫 - 俄罗斯联邦政府军工委员会第一副主席，织女星无线电工程股份公司董事会主席
- 维尔巴-弗拉基米尔-斯捷潘诺维奇-股份公司总经理-总设计师
- Igor Evgenyevich Karavaev - 俄罗斯联邦国务秘书、工业和贸易部副部长
- Mikhail Ivanovich Lychagin - 俄罗斯联邦政府司司长
- 帕维尔-波塔波夫（Pavel A. Potapov）--俄罗斯联邦财产管理局副局长
- 普季林-弗拉季斯拉夫-尼古拉耶维奇
- 奥列格-彼得洛维奇-弗罗洛夫--联邦武器、军事、特种装备和物资供应局副局长

## 被制裁
该公司的产品用于制造俄罗斯武装部队在针对乌克兰的敌对行动中使用的武器和军事装备。因此，该公司的活动对乌克兰的国家利益、国家安全、主权和领土完整构成真正的威胁，侵犯人权和公民权利与自由、社会和国家的利益，导致领土被占领，因此加拿大和乌克兰对其实施制裁。